# Donjon de Pons
Le donjon de Pons est situé dans la commune de Pons dans le département français de la Charente-Maritime en région Nouvelle-Aquitaine. Cette tour est l'ancien donjon du château de Pons. Haut de 33 m, il est visible de très loin et est le symbole de la ville.
Il constitue avec la chapelle Saint-Gilles, les vestiges des remparts et le corps de logis les restes de l'ancien château de Pons.
Sur l'emprise du château a été aménagé un jardin public qui offre un panorama exceptionnel sur la vallée de la Seugne.

## Localisation
Le château de Pons, construit sur le site d'un oppidum, au-dessus de la vallée de la Seugne, a été une des plus importantes places fortes médiévales grâce à sa situation au croisement de voies et sur la route des pèlerins de Saint-Jacques, entre Saintes et Blaye.

## Historique
Du fait de sa situation d'acropole, le castrum de Pons fut une forteresse particulièrement convoitée. Elle a appartenu au sire d'Aulnay, aux ducs d'Aquitaine, puis aux sires de Pons.
Rasé en 1179 par le roi-duc Richard Cœur de Lion à la suite d'une révolte de son vassal, le château est relevé en 1187 par Geoffroy III de Pons (en). De cette époque date notamment l'imposant donjon quadrangulaire, pièce maîtresse du dispositif défensif de la place-forte, qui apparaît comme l'un des plus beaux exemples de donjon-palais roman de Saintonge.
Le château est de nouveau détruit en 1622 (à l'exception du donjon et de quelques éléments défensifs) par les armées de Louis XIII à la suite du siège de 1621. Quelques années plus tard, le maréchal César Phœbus d'Albret fait édifier le corps de logis actuel.

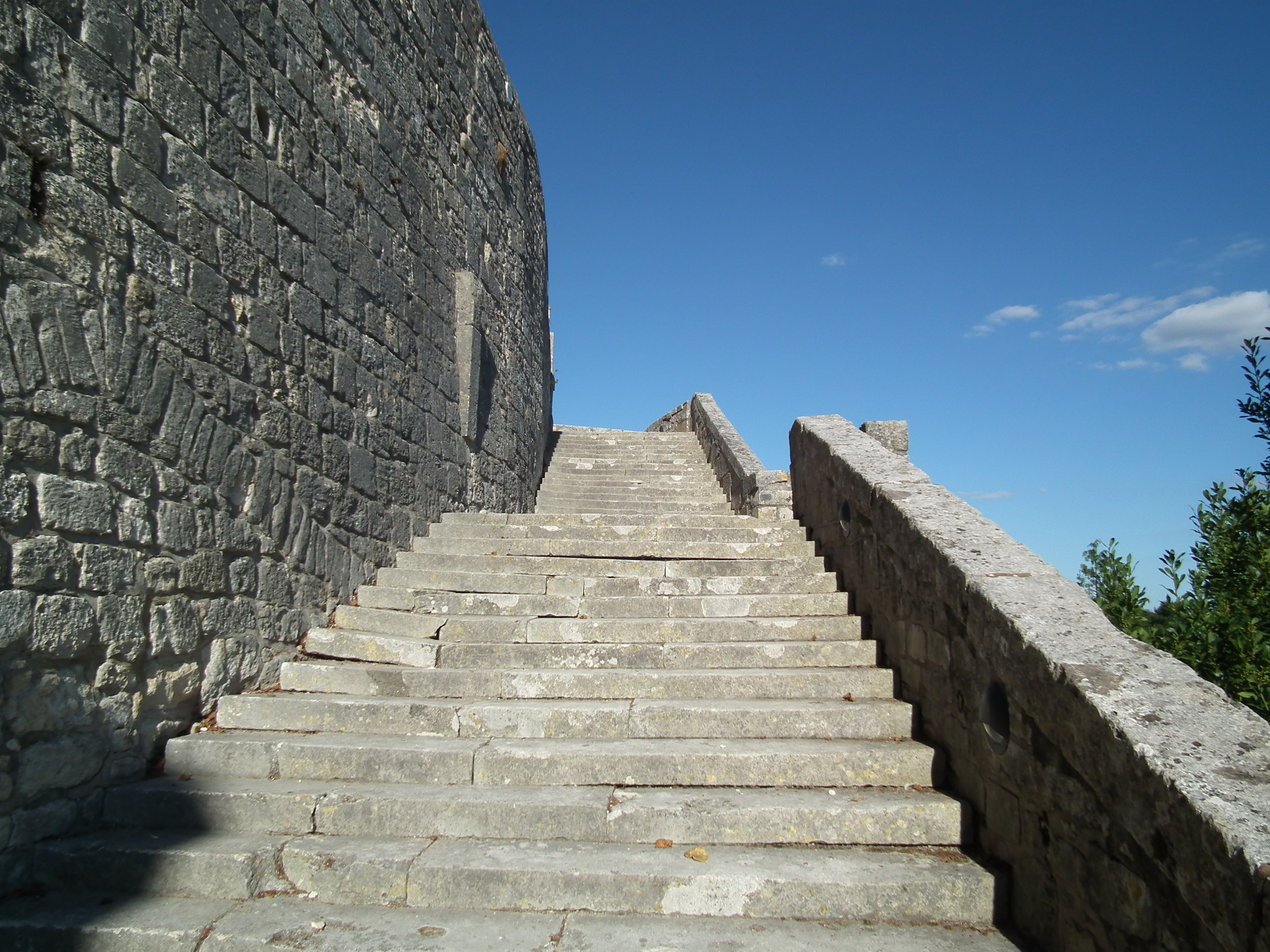
Le grand escalier reliant la ville basse à la terrasse du château.

 D'une grande sévérité dans son aspect extérieur, plusieurs appartements conservent des plafonds en bois et toile marouflée, ornés de figures allégoriques. La base des remparts a été partiellement conservée, et forme une promenade d'où l'on peut jouir d'une vue panoramique sur le val de Seugne. César Phœbus d'Albret, sire de Pons, ordonne la construction de l'escalier monumental. Il permet de relier la ville-haute à la ville-basse.
Les bâtiments, vestiges du château médiéval, et le corps de logis sont achetés en 1806 par la municipalité. Seules la chapelle Saint-Gilles, le donjon et les remparts côté falaises constituent les restes de la place forte médiévale. On aménage l’esplanade en jardin public et on installe l'hôtel de ville dans le corps de logis. 

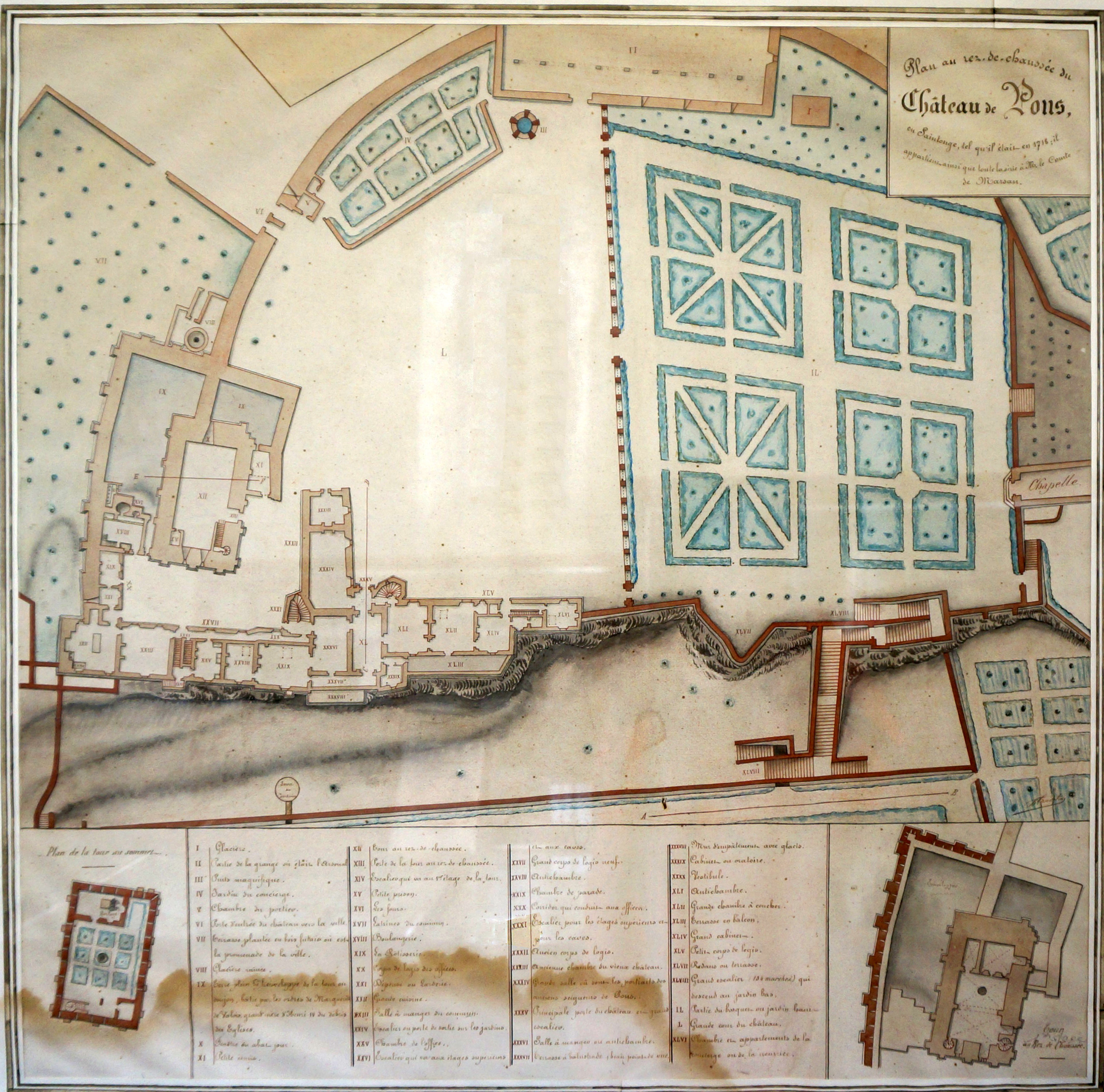
Plan de Marsan de 1718, château, jardin ; visible au musée municipal.

Le donjon fait l’objet d’un classement au titre des monuments historiques par arrêté du 8 octobre 1879. Les façades et toitures de l'Hôtel de ville, ainsi que les arcatures servant de soubassement à l'édifice sont inscrits au titre des monuments historiques par arrêté du 13 juin 1991. Les deux plafonds peints du XVIIe siècle de l'un des bâtiments de l'ancien château, abritant l'hôtel de ville, le premier situé au rez-de-chaussée de la tour sud, le deuxième dans la grande salle du rez-de-chaussée sont classés par arrêté du 12 juin 1992. Un nouvel arrêté d'inscription du 29 mars 2023 abroge le précédent arrêté d'inscription et complète les arrêtés de classement.

## Description

### Le donjon

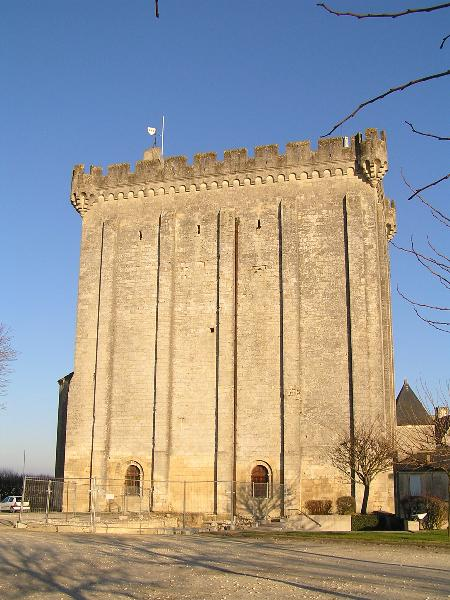
Donjon de Pons, façade ouest.

Le donjon de Pons est le plus bel exemple de donjon-palais roman de l'ouest de la France.
Ses murailles, en pierre de taille, ont une épaisseur de 2,5 mètres sur trois de ses côtés et 4,40 mètres d'épaisseur sur le côté nord. D'une hauteur de 33 mètres il a une base de 26,45 mètres sur 15,25 mètres. L'intérieur comportait trois niveaux.
Jusqu’en 1904, le donjon était couronné d’un entablement percé de créneaux. En 1904, Émile Combes fit rajouter des mâchicoulis fantaisistes et des échauguettes d’angle postiches munies de meurtrières, sur la foi d'une gravure qui représentait le donjon de Tonnay-Boutonne ! Les travaux furent financés par la vente d'une cheminée qui est maintenant au château d'Usson.
À l'origine, l’entrée du donjon, située au nord, permettait d’accéder au premier étage à l'aide d'un escalier en bois. Comme pour le donjon de la tour de Londres, l'escalier pouvait être détruit ou démonté en cas d'attaque. Aujourd'hui, l’accès se fait par un escalier à vis en pierre.
Le premier étage comporte une vaste salle éclairée, côté sud, par deux fenêtres géminées surmontées de deux autres fenêtres de plein-cintre. Toutes les autres ouvertures ont été percées ultérieurement en fonction des utilisations de l’édifice.
Les circulations intérieures sont réalisées par d'étroits escaliers en colimaçon, logés dans l'épaisseur des murs. Depuis la terrasse de l'édifice, la vue s’étend sur toute la ville et la large vallée de la Seugne.

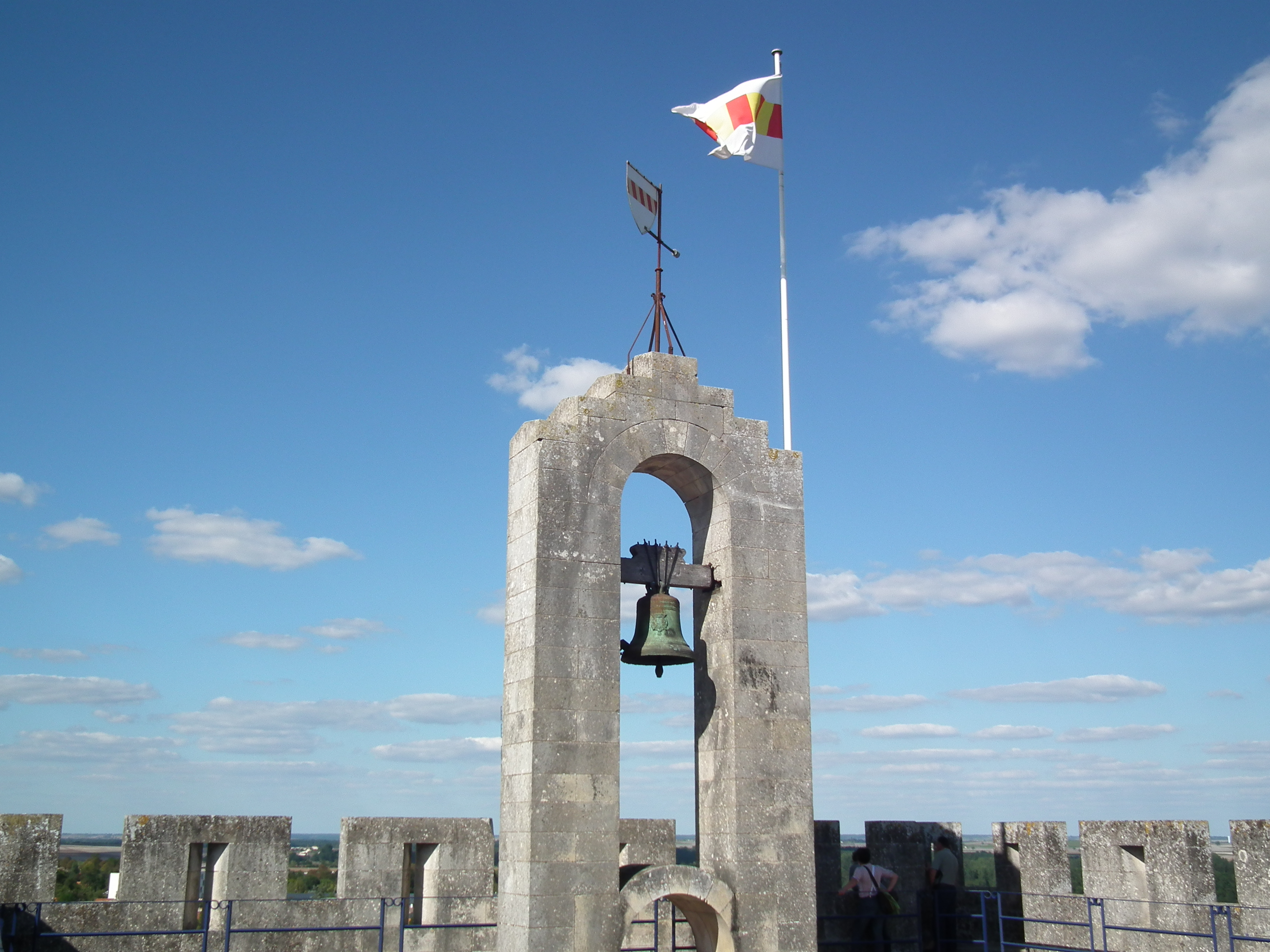
Terrasse du donjon.
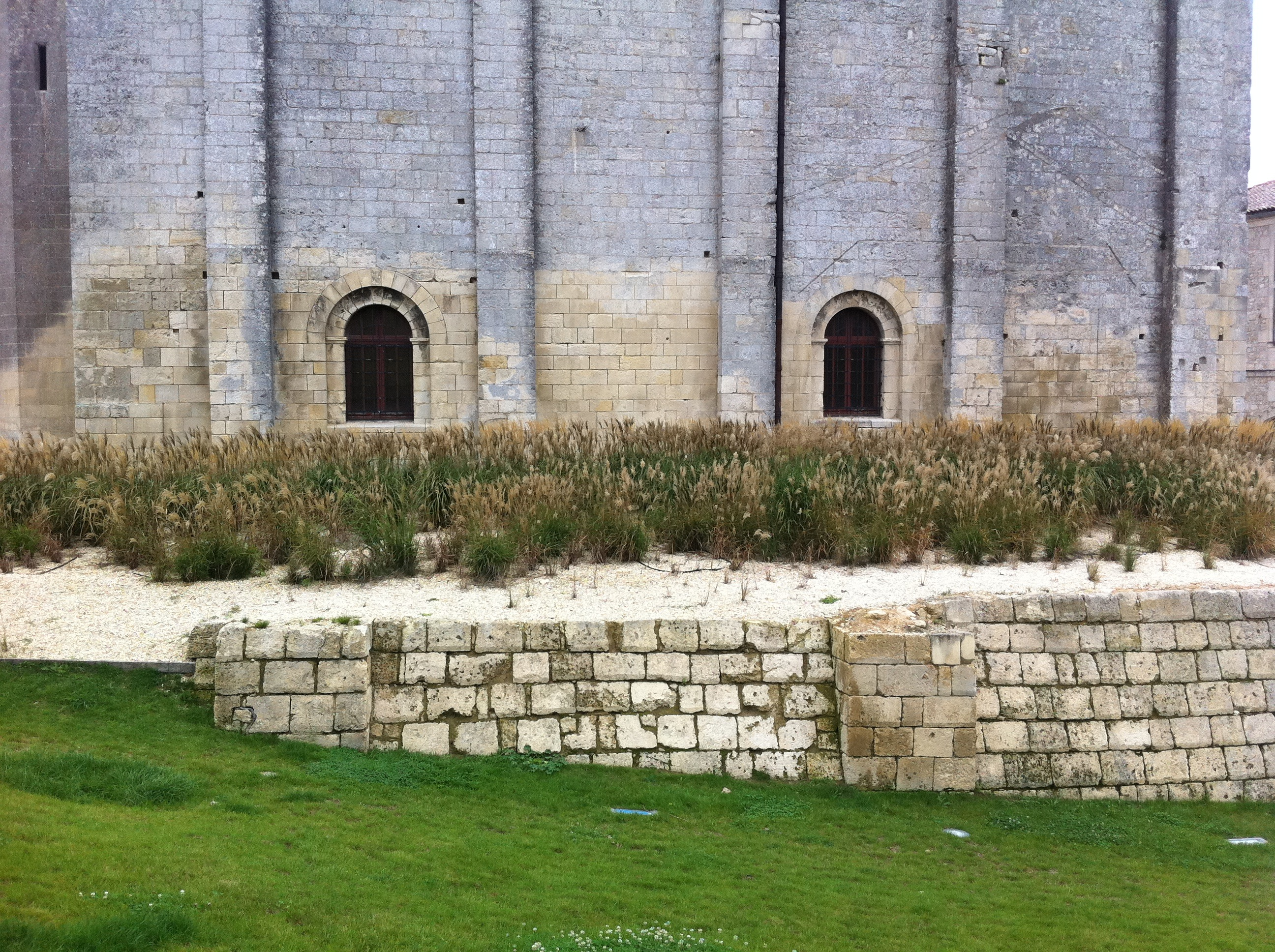
Partie basse du donjon, façade ouest.
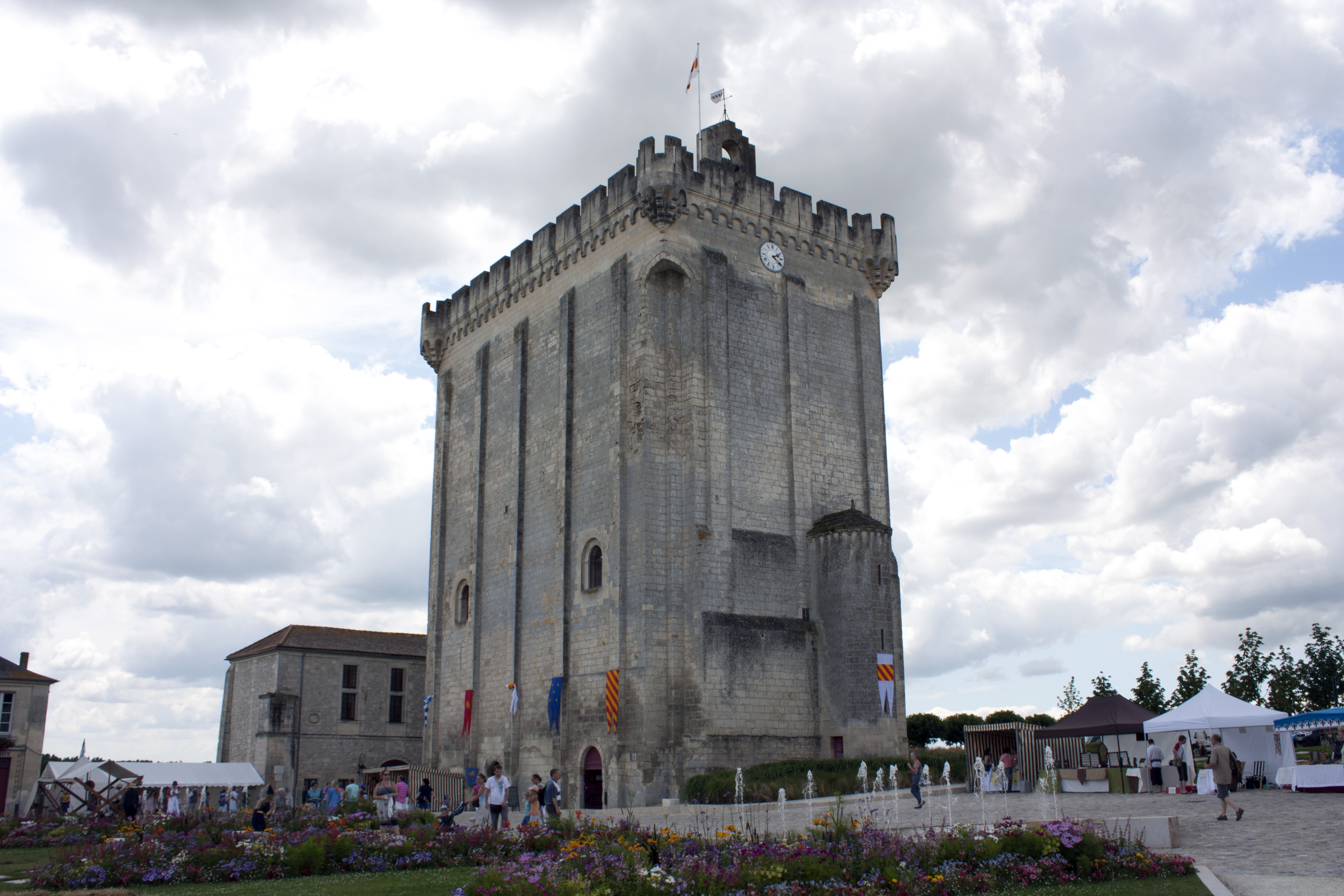
Vue nord-est du donjon.
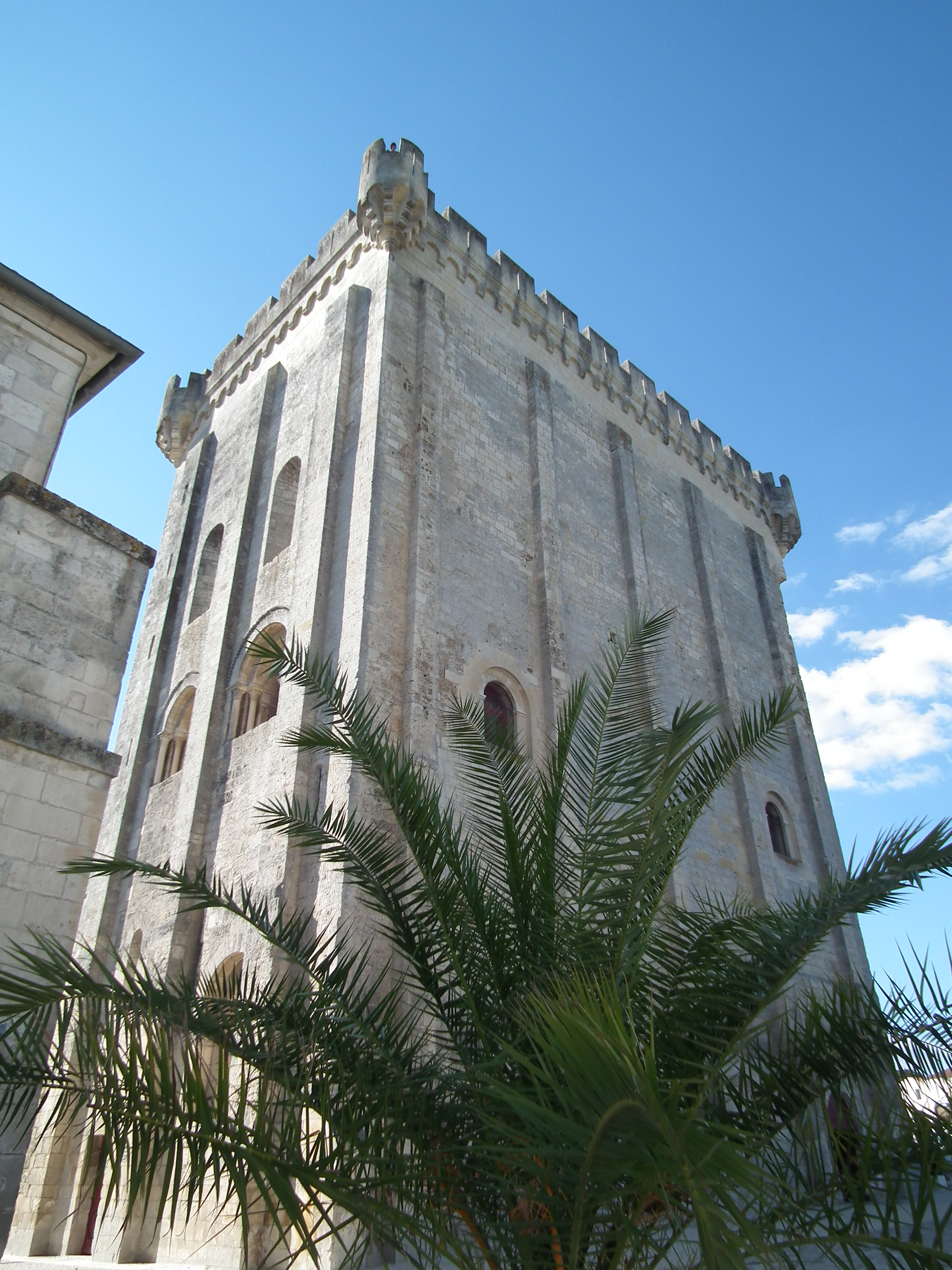
Vue sud-est du donjon.
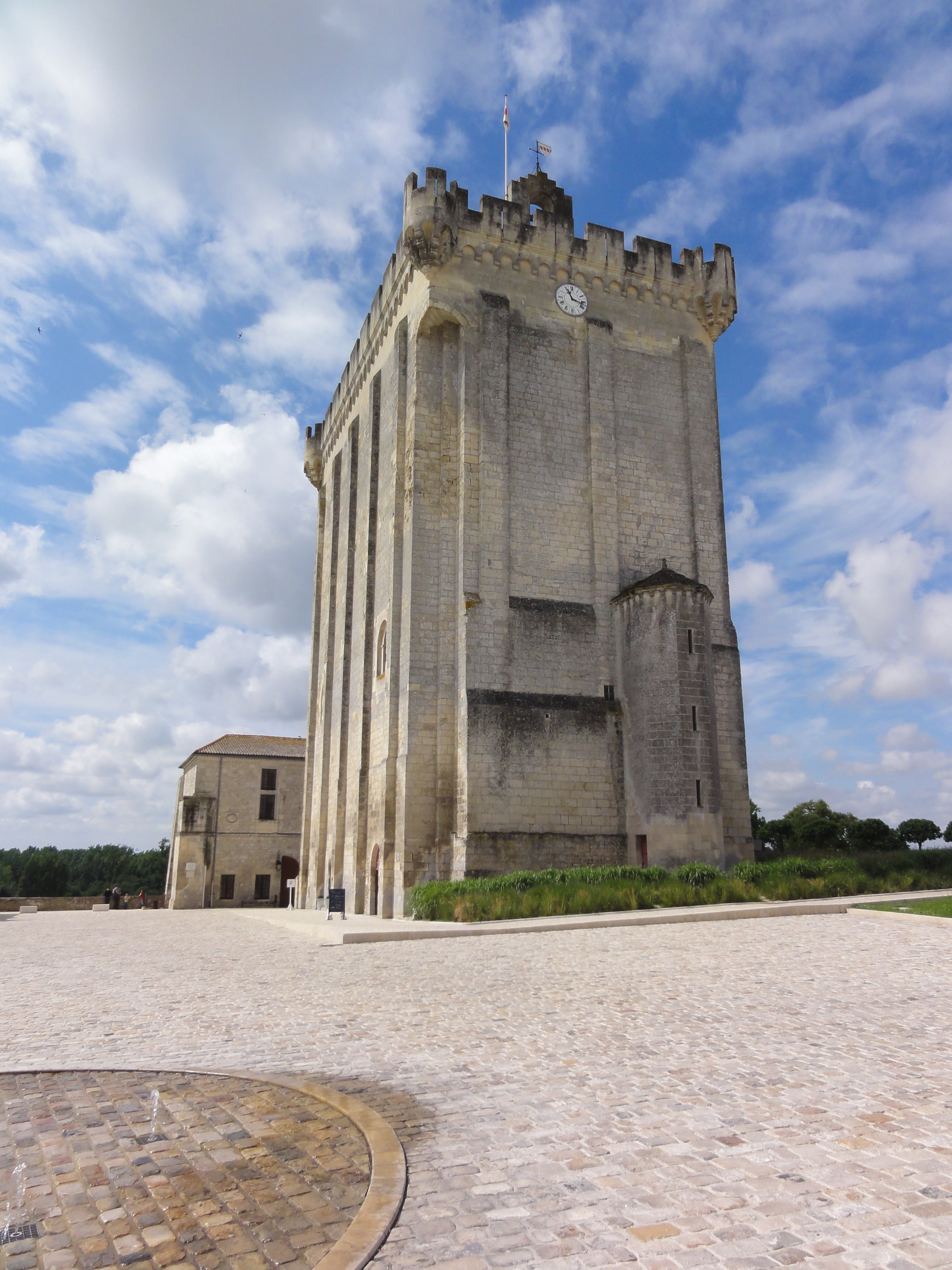
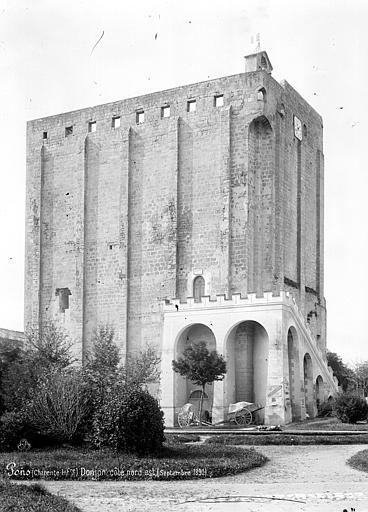
L'état en 1890.

### Le corps de logis

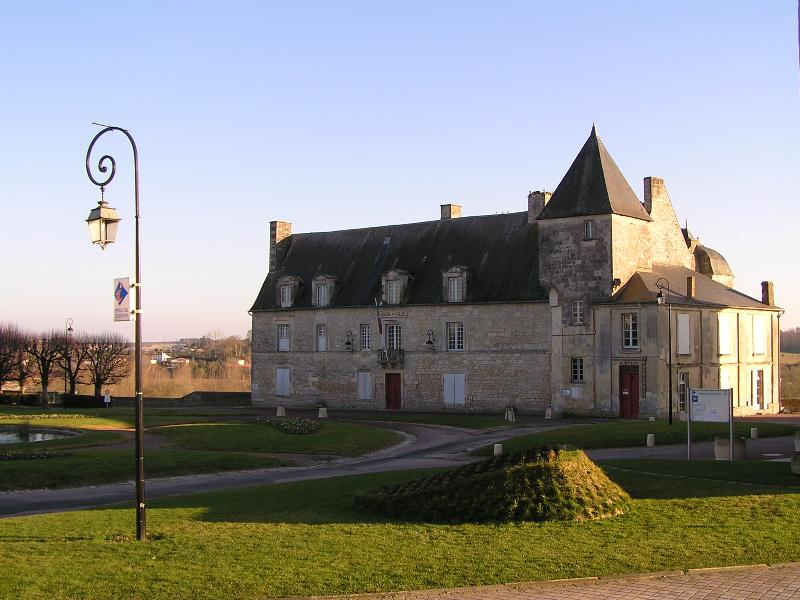
Hôtel de ville.

La longue dynastie féodale des sires de Pons s'est effacée à partir de 1586 avec Antoine, dernier héritier mâle. Par le mariage de sa fille Antoinette, la seigneurie passe à une lignée collatérale des Albret.
Henri Ier d'Albret construit, à partir de 1630, un long et banal manoir, à l'aplomb des ruines féodales et du vieux rempart.
À partir de 1652, César Phébus d'Albret, héritier de la troisième génération, modifie le manoir en allongeant l'édifice sous la forme d'un édifice plus large, à deux étages sur caves voûtées.
Cependant en 1816, on démolit la partie centrale du manoir qui, par faute d’entretien, menaçait ruine.
La façade sud du manoir avance au-dessus de la falaise grâce à une galerie d'arcade, création à peine plus tardive de Marie d'Albret, la fille du précédent et achevée après 1660. Depuis le jardin public en terrasse, on remarque en retrait sous les arches, les restes des soubassements du château médiéval.
Deux plafonds de l'édifice sont classés au titre des monuments historiques. Le premier, dit « oratoire », situé dans une petite salle du rez-de-chaussée de la tour carrée, est décoré de peintures allégoriques, encadrées de moulures de bois. Le panneau central, circulaire, montre Vénus sur un char tiré par des colombes. Sur les panneaux d'angles sont représentés des angelots. Le deuxième, situé dans une salle basses de la partie centrale, est un plafond en bois, constitué par des panneaux à caissons moulurés de style Louis XIII.

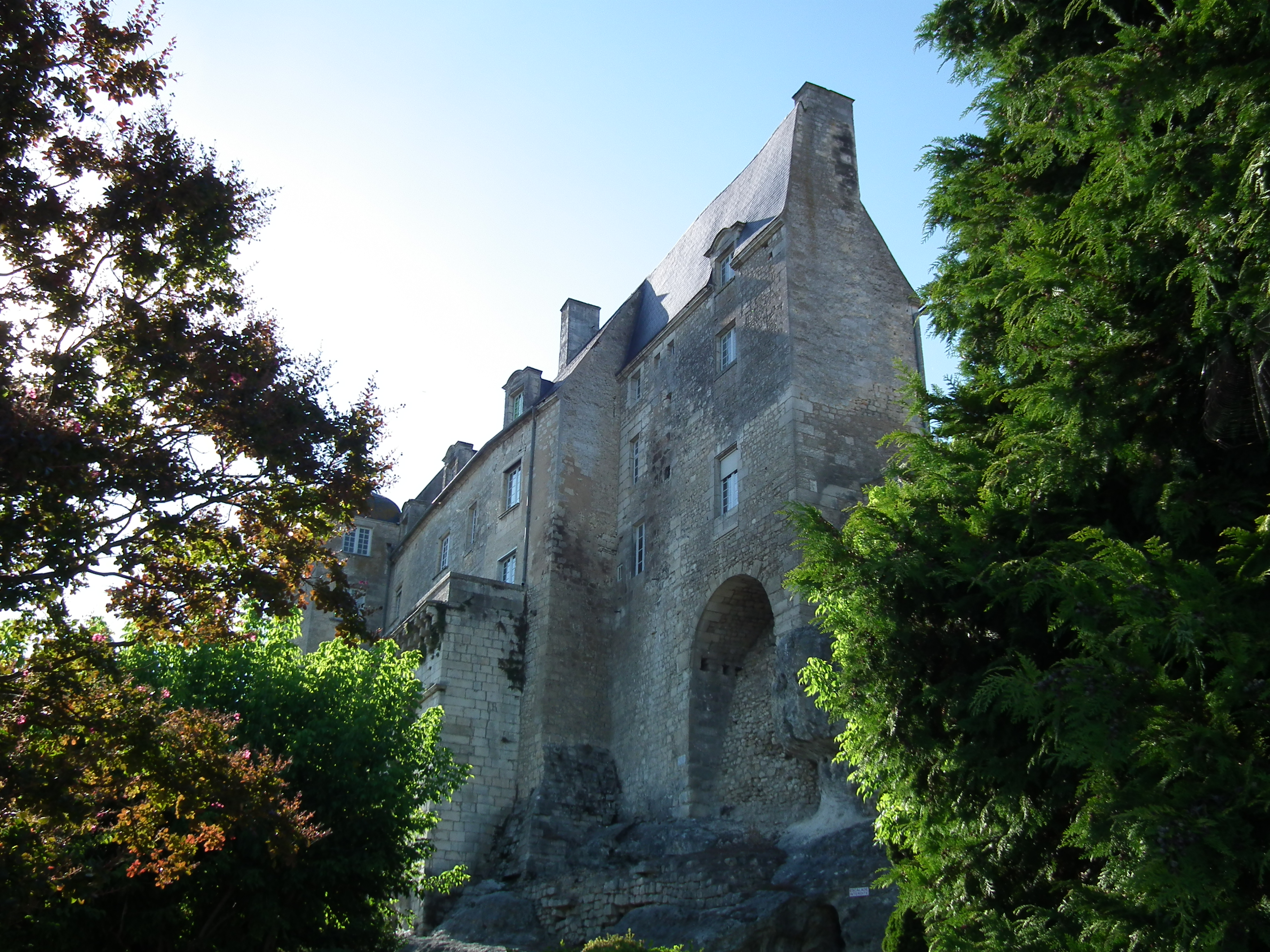
Corps de logis depuis le bas de la falaise.
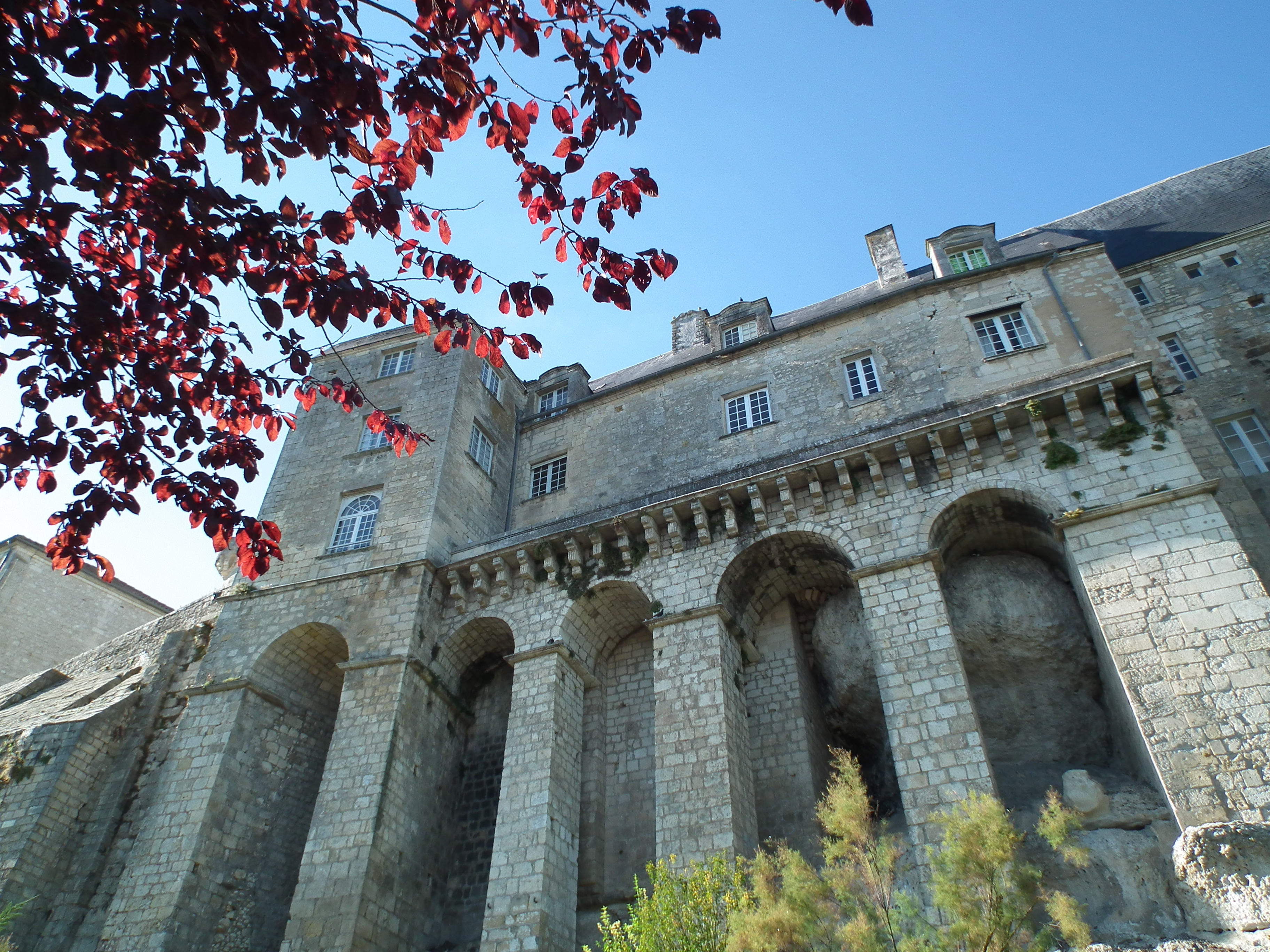
Vue depuis le bas de la falaise de la galerie d'arcade.
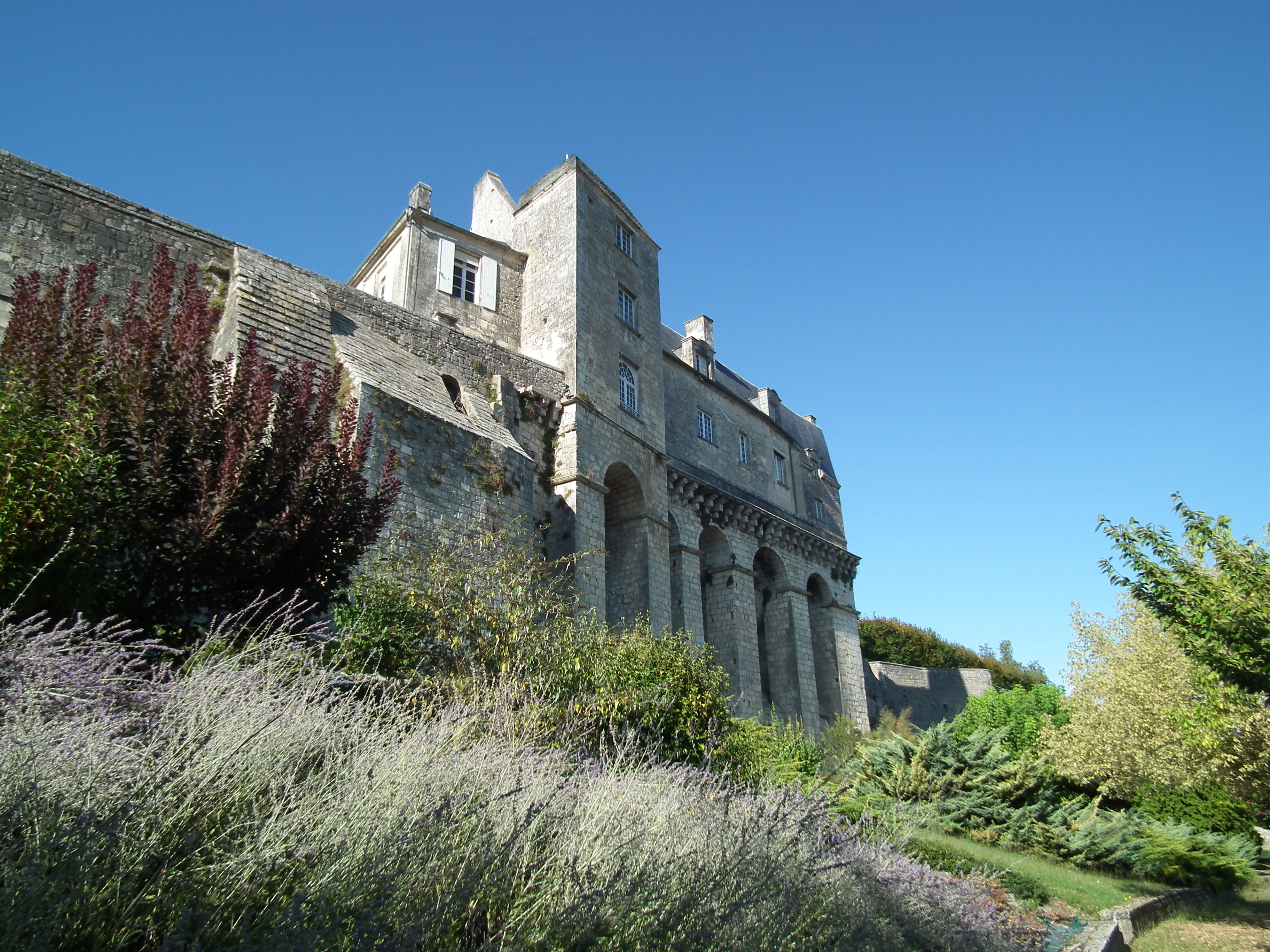
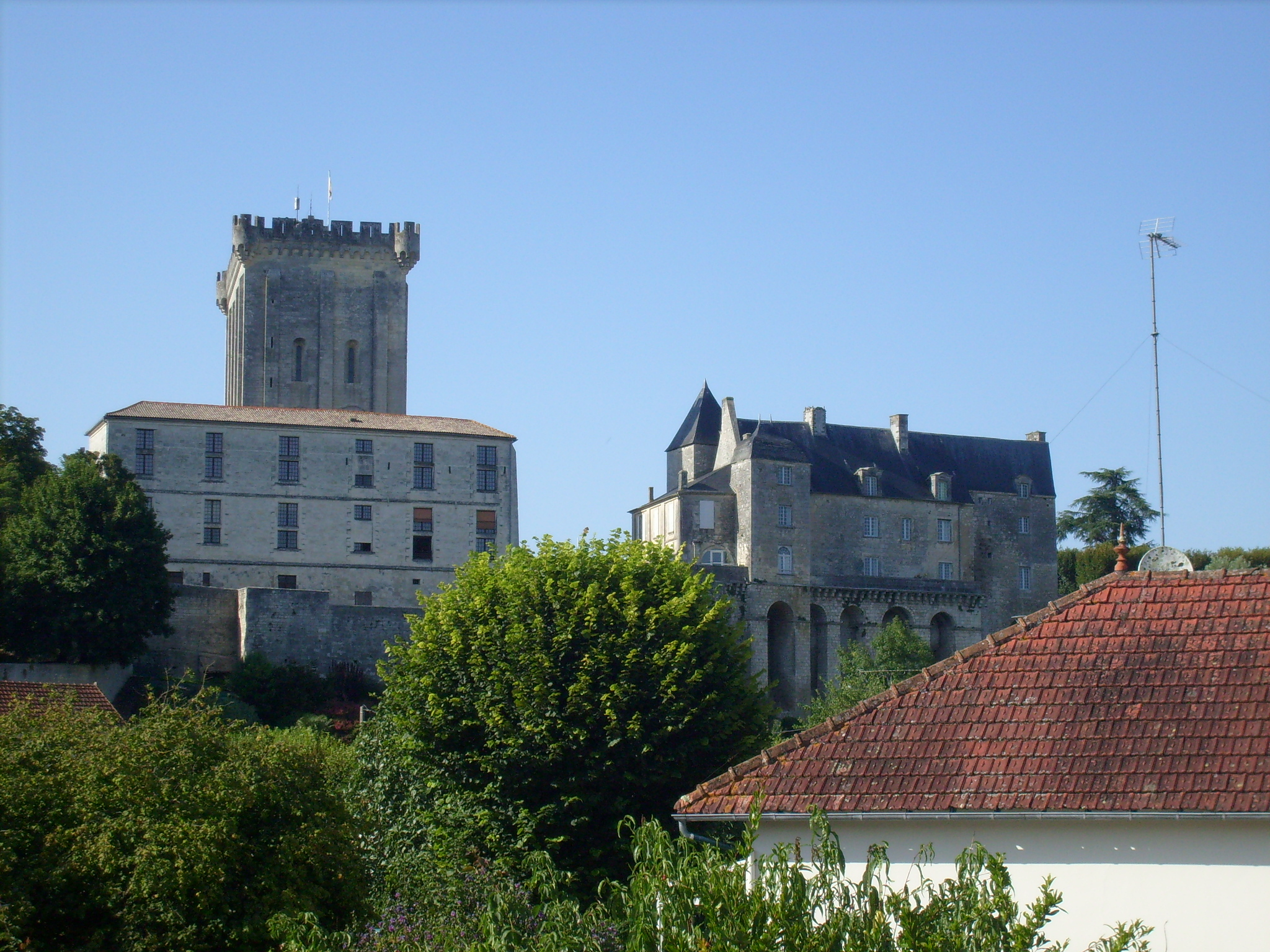
Vue générale de l'hôtel de ville.

## Jardin du château de Pons

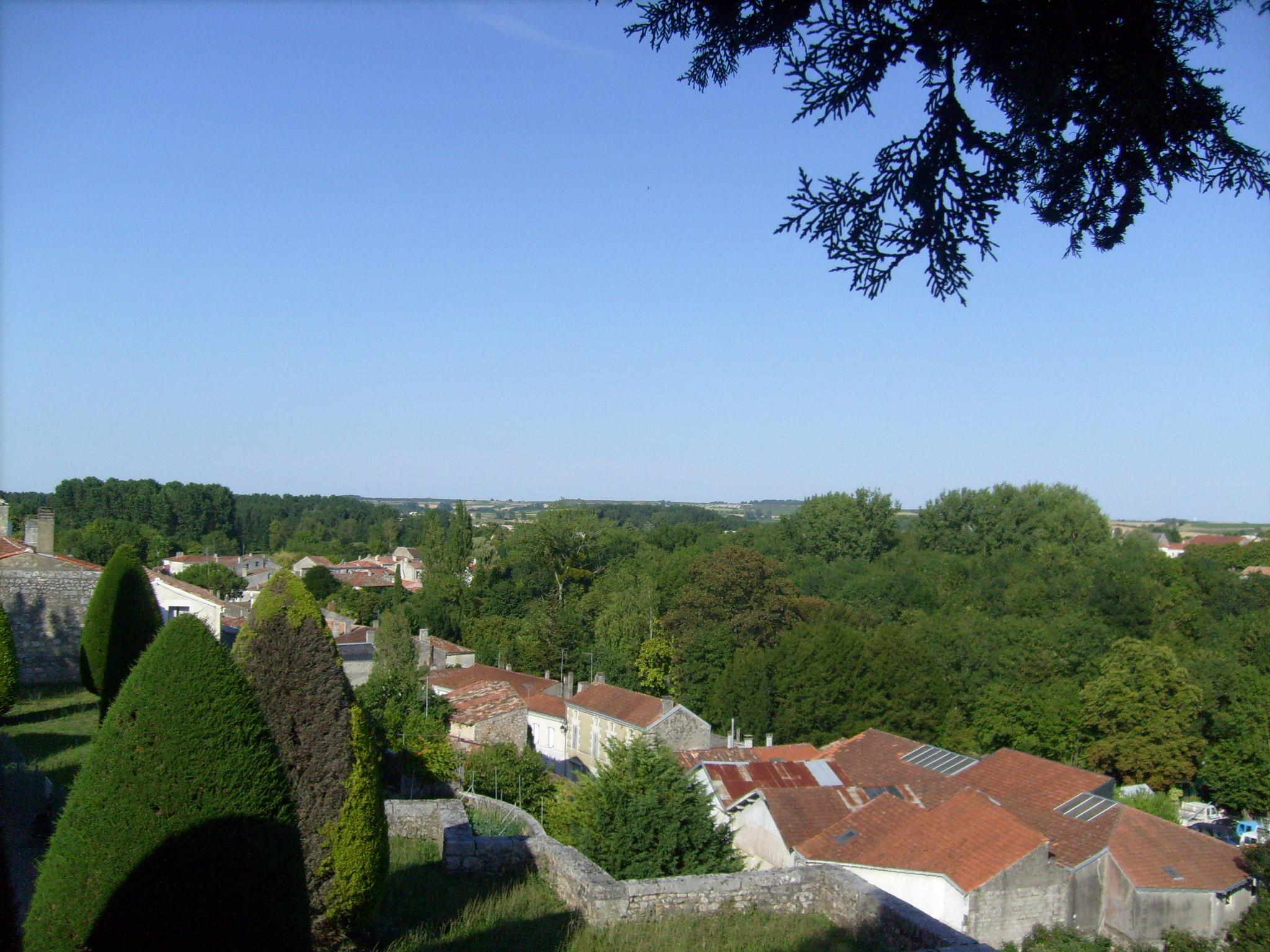
Panorama sur les alentours de la ville depuis les remparts du jardin public de Pons.
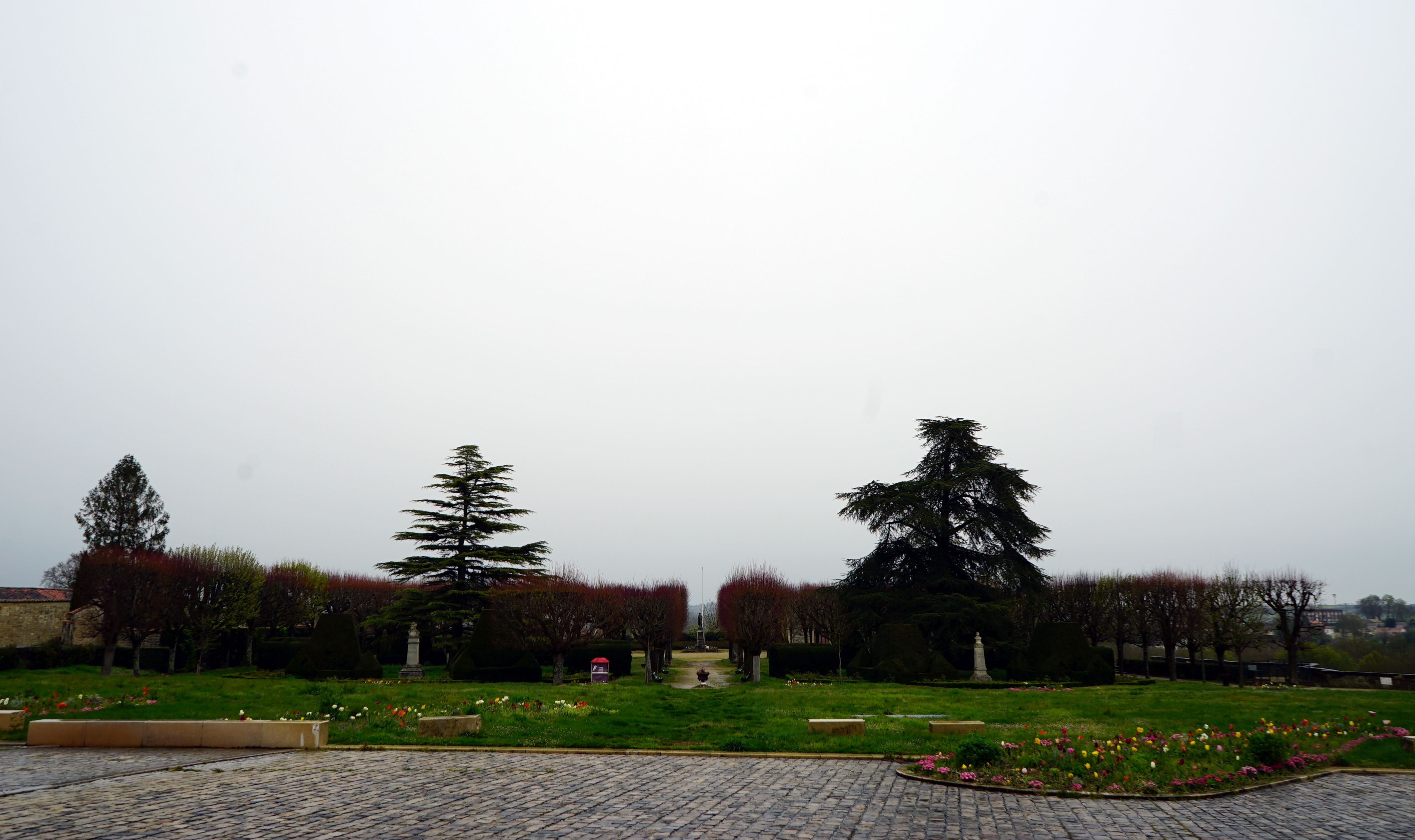
le jardin avec ses monuments.
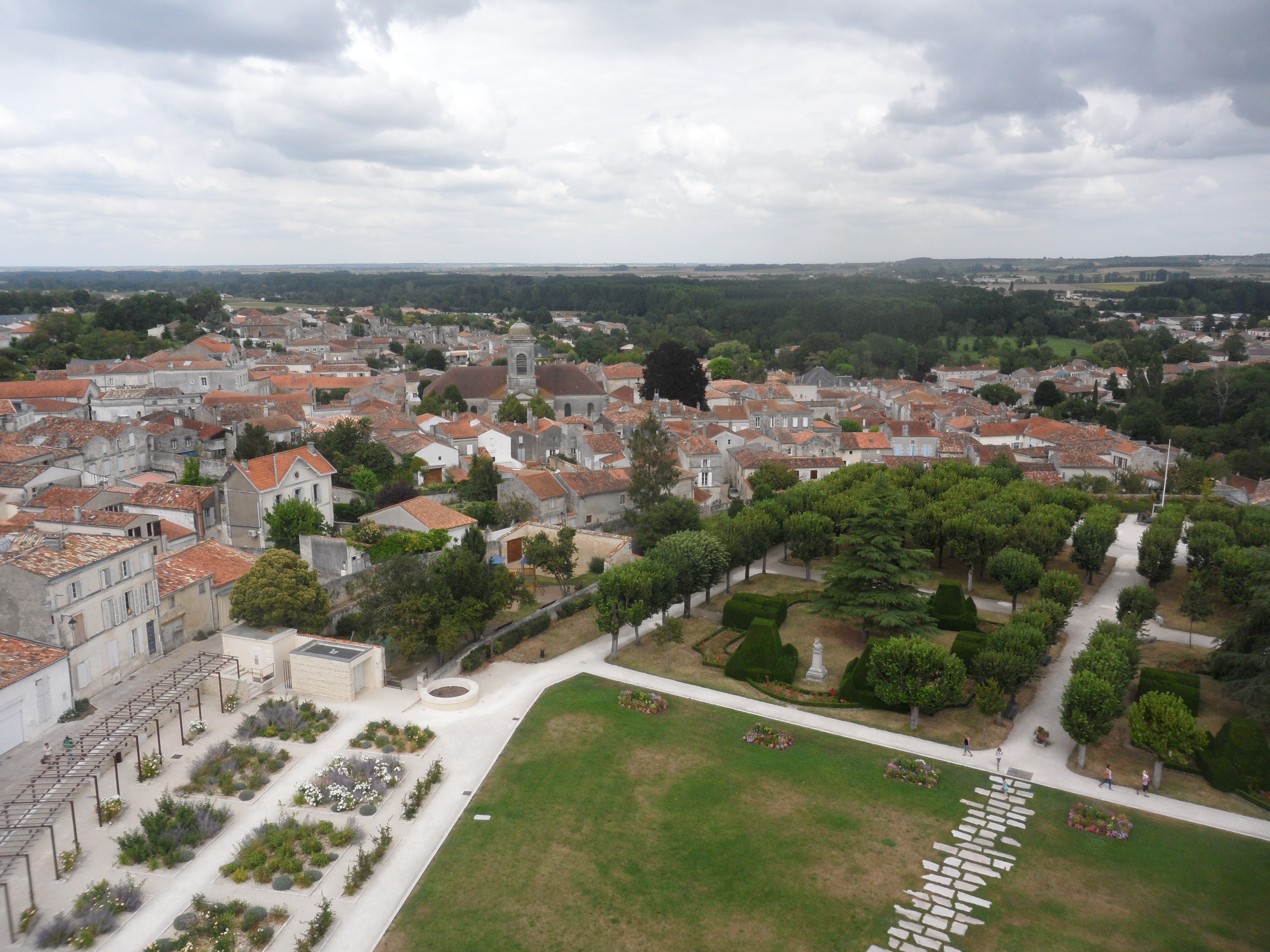
Vue du dessus.

Le jardin public a été mis en place en deux temps. Tout d'abord, en 1665, la place de l'ancienne forteresse, après avoir été nivelée et débarrassée des anciennes constructions militaires, fut aménagée pour recevoir un jardin à la française, inspiré de Le Nôtre. Une aquarelle de 1714 montre les carrés des parterres coupés en diagonale par des allées. Puis, vers la fin du XIXe siècle, il connut un nouvel aménagement où, en 1885, il fut refait à neuf sans référence à la période classique, avec ajout d'un grand bassin.
Cet agréable parc urbain a été planté en terrasse sur les anciens remparts et offre de remarquables vues plongeantes sur la vallée sinueuse de la Seugne et ses multiples biefs qui isolent de petites îles inondables en hiver.
Deux monuments intéressants donnent accès au jardin public par les terrasses, l'escalier à vis d'une ancienne tourelle de défense, qui est un vestige du château fort détruit en 1622, et l'escalier du XVIIe siècle. Ce dernier est l'escalier César Phébus d'Albret, qui a été conçu en 1665 avec ses 124 marches comme une véritable promenade. Il comporte cinq volées rythmées par six paliers et relie les jardins supérieurs, ceux réalisés au pied des remparts et la Seugne. Il permet notamment de voir l'ancienne muraille médiévale du XIIe siècle et la terrasse bâtie en 1630 à flanc de falaise et reposant sur d'élégantes arcades. Ce grand escalier serait de Pierre Dugua de Mons après ses explorations en Nouvelle-France (Canada).
À l'extrémité du jardin public apparaissent la chapelle Saint-Gilles du château et la façade reconstruite d'une maison Renaissance. Sous la chapelle la porte Saint-Gilles qui constituait l'entrée du château.

## Visites
Les bâtiments publics sont visitables.
Le donjon s'insère dans un ensemble roman : la porte Saint-Gilles surmontée par la chapelle Saint-Gilles qui accueille un musée archéologique, l'hôpital des pèlerins et son jardin médicinal, l'église Saint-Vivien, les maisons.